# ال وود، ویکتوریا
ال وود (به انگلیسی: Elwood) یک حومه شهر در استرالیا است که در ویکتوریا (استرالیا) واقع شده‌است.